# Guido Hoheisel
Guido Hoheisel (Wrocław, 14 de julho de 1894 — Colônia (Alemanha), 11 de outubro de 1968) foi um matemático alemão.
Foi professor de matemática da Universidade de Colônia. Obteve o doutorado em 1920 pela Universidade de Berlim, orientado por Erhard Schmidt.
É conhecido por um resultado sobre a diferença entre dois números primos consecutivos. Ele provou que se π denota a função de contagem de números primos, então existe uma constante θ < 1 tal que
π(x + xθ) − π(x) ~ xθ/log(x),
quando x tende a infinito, implicando que se pn denota o n-ésimo número primo então
pn+1 − pn < pnθ
para todo n suficientemente grande. De fato, ele mostrou que pode-se assumir θ = 32999/33000.
Durante a Segunda Guerra Mundial, como um dos poucos matemáticos competentes permanecendo na Alemanha, Hoheisel foi designado para lecionar simultaneamente em três universidades, em Colônia, Bonn e Münster.